# カバトット
『カバトット』は、タツノコプロが制作した短編の連続テレビアニメ。

## 概要
お人よしのカバと彼の口の中に居候しているキバシウシツツキのトットが、のどかなジャングルで繰り広げる愉快な物語。カバをバカにしているトットは毎回彼にちょっかいを出すものの、そのカバに裏をかかれるなどして最後にはひどい目に遭う。
本作は、1971年1月1日から1972年9月30日までフジテレビとその系列局で放送。放送時間は毎週月曜 - 土曜 18:55 - 19:00 （日本標準時）。作品自体は全300話であるが、延べ248話の再放送が随時挿み込まれたため、全放送回数は548回である。
平均視聴率は7.0%（タツノコプロが所有する資料による）。

## 声の出演
- カバ - 大平透
- トット - 曽我町子、堀絢子
- ナレーター - 原田一夫
- その他の出演者 - 相模武、丸山裕子、大竹宏

## スタッフ
- 原案 - 原征太郎
- 企画・文芸担当 - 鳥海尽三、由起圭、酒井あきよし
- 脚本 - 鳥海尽三、城山昇、柳川茂
- チーフアニメーター - 布川ゆうじ
- 美術 - 中村光毅
- 撮影 - 高橋澄夫
- 音楽 - はやし・こば
- 効果 - RPGサウンド
- 音響ディレクター - 水本完
- 監督 - 笹川ひろし
- 担当 - 永井昌嗣、佐藤光雄、佐原三郎
- 制作協力 - 読売広告社、フジテレビ、和光プロダクション
- 製作 - 吉田竜夫、竜の子プロダクション

## 主題歌
「カバトットのサンバ」
作詞 - 丘灯至夫 / 作曲 - 水上勉 / 編曲 - 甲斐靖文 / 唄 - 加世田直人、コロムビア・メール・ハーモニー（発売 - 日本コロムビア）

## 各話リスト
1. めぐり合いのカバトット
2. 晴のち雨
3. へんなきのこ
4. むしば
5. やしの実
6. 何か面白いことは
7. こんなはずじゃなかった
8. 美容体操
9. 美容コンサルト
10. 公害カバトット
11. あとのまつり
12. メロメロメ大作戦
13. どっちが馬鹿か気狂いか
14. 魚つり
15. 誕生日の涙
16. 歯をみがきましょう
17. 楽園をもとめて
18. まいこんだ居候
19. 苦大なれば楽又大なり
20. それがお船かヒコーキか
21. 明日では遅すぎる
22. 彼女はカッコいいのがお好き
23. まちぼうけ
24. おとし穴作戦
25. カユーイカユーイ
26. フシギなフシギな木の実のかわり
27. どういう訳かついてない
28. 秋深し
29. 人をこき使うのは人にこき使われることだ
30. それ台風だ
31. トマトのかわり
32. タネもしかけもあります
33. 電子レンジはキケン
34. でっかい獲物にゃエサがいる
35. 生兵法は大怪我のもと
36. おしゃれなトット
37. 宝はどこぞ
38. ネムイ戦争
39. 電話がこわい
40. 貝がらの家
41. ボクも人形が欲しい
42. 禍転じて?になる
43. 空を飛びたい
44. トットのバレリーナ
45. バクダンをおさえろ
46. 足ながドロボー
47. 花をささげて
48. 突きまくれ
49. シャッターチャンス
50. 野球じあい
51. 自動車レース
52. 星になりたい
53. そっとしておいて欲しい
54. カバトットの闘牛士
55. ジャングルに日が昇りゃ
56. 赤いウエディングドレス
57. カバトットの水泳大会
58. 洗たくされたトット
59. カバトット王子
60. カミナリバーベキュー
61. ボクシング
62. ウイリアム・トット
63. カバトットの宇宙旅行
64. 御馳走戦争
65. 雪やコンコン
66. ヒッチハイクも命がけ
67. ガンマン達
68. サイクリングは楽しいなァ
69. カバトットの猛獣狩り
70. ハリネズミ
71. カバトットの大トンネル
72. テニスコートの誓い
73. 風船を割るな
74. 不思議な時計
75. カバとボールは使いよう
76. あさがおにカバをとられて
77. 光るゆうれいが出たぞ
78. 自動販売機の怪
79. 恐竜はこわい
80. ジャズはお好き
81. カバトットの大サーカス
82. 罠には罠を
83. 母よあなたは強かった
84. 大きな迷惑
85. わたしの顔を返して
86. キンキラキンの花
87. ボートレース
88. カバトットの世界旅行
89. 雨と傘
90. 真黒なトットの夢
91. ねむれやねむれ
92. すてきなひこうき野郎
93. アルピニスト
94. ノー・スモーキング
95. ボディビル
96. 巨人トット
97. おれちゃレスラー
98. トットの豆の木
99. プレゼント合戦
100. 素敵なブーメラン
101. バッチリ写したるで
102. 宇宙船カバトット号
103. 盗まれた入歯
104. おかしな列車旅行
105. 芸は身を亡ぼす
106. おばけだぞ
107. カバトットの避暑法
108. カバトットのゴルフ
109. 殺し屋トット
110. いい湯だな
111. 小さいカバ大きなカバ
112. 遠めがね
113. チョウをつかまえたいなぁ
114. デパートの掃除のアルバイト
115. カバトット別居中
116. ぶどう酒作り
117. 潜水艦作戦
118. 美カバコンテスト
119. ボディペインティング
120. カバトットの登山隊
121. 熱砂の果てに
122. カバのラインダンス
123. 夢遊病カバ
124. 怪盗現わる
125. パラシュート作戦
126. 海賊
127. 凧 凧上がれ
128. 変てこな花
129. 名シキ者
130. 走れ走れカバトット
131. 重量級トット
132. トットのロボット
133. プラモデル
134. トットのにせもの
135. スーパートット
136. タイムマシン
137. 雪男現わる
138. 水上スキー
139. 先の事などわからない
140. とんだ所へ居候
141. さぁ大変だァー
142. カバトット脱出
143. 人気者ははかない
144. 故郷はいいなぁ
145. 不思議なタマゴ
146. カバトットの海水浴
147. トットの科学者
148. 恋人たち
149. オルゴール
150. 乞食合戦
151. コンバットの巻
152. ズウズウしいタコ
153. 地震来しゅう
154. イタズラッコ作戦
155. ペンキ屋カバトット
156. ケーブルカー大混戦
157. いたずら合戦
158. 大金持と大盗賊
159. カバトットのああ無情
160. 悲しき花売り
161. 何が何でもクジラとり
162. ジャンピングボール
163. トットはノイローゼ
164. しんから苦労スイミング…なのだ
165. マジックハンド
166. 赤ズキンちゃんに気をつけろ
167. トランポリン
168. おれはドラキュラ
169. 大脱走
170. レンズは何に使うのかについて
171. トットは大スター
172. バトンガールも楽じゃない
173. サボテン栽培
174. 雲にのるには
175. トットの別荘
176. シーハンター
177. トットのカミナリ族
178. お墓の中には
179. なげなわ名人
180. カバトットの大掃除
181. 透明人間カバトット
182. カバトットの曲芸演奏
183. １本橋に気をつけろ
184. ビルをこわそう
185. 南の島にも雪がふる
186. 真のカミナリ族とは
187. 名ピアニスト
188. 彼女にフラれたの
189. 生きているミイラ
190. 棒高飛び
191. 悲しい悲しい物語
192. 荒野の決斗
193. 捨子騒動
194. くつみはきの話
195. 私は誰でしょう
196. 笑っていただきます
197. 嫉妬心とは？
198. ビルディングを建てるのだ
199. 目には目を歯には歯を
200. トットの仕立屋
201. いつ通れるの
202. 宝さがし潜水夫
203. シャワーを浴びよう
204. 栓ヌキがない時は
205. 審判
206. 映画騒動
207. 電気掃除器騒動
208. ハエトリ作戦
209. 電波を出すテレビ塔
210. アゴが外れた時には
211. カバ君の買物
212. 子守も大変
213. ミクロの世界のカバトット
214. 恐竜大作戦
215. トットの毛はえ薬
216. ドクタートットの大手術
217. 料理創世記悲話
218. ターゲット
219. ジェットコースターに乗ろう
220. どちらが先に駆けつくか
221. 単調悲話
222. 雨に歩けば
223. 逃亡者
224. 太陽とレンズ
225. カッコ悪い
226. 墓穴を掘ったジャンパー
227. 方舟物語
228. 犬を飼うのだ!
229. ああ地球ははるかなり
230. アフターサービスはつらいね
231. リングの対決
232. ああサラリーマン
233. 無人島漂流記
234. 時計をなおそう
235. うめうめ玉子
236. 人魚姫
237. さようなら地球さん
238. つりと番人
239. 酔っぱらいはごめんよ
240. 恐怖のスタントカー
241. ならべならべ
242. 乗合バス
243. 打ち止めなし
244. 牛も歩けば
245. いいジュータン
246. サッカー
247. ガンマンは死なず
248. 見世物に御用心
249. 乗車拒否は高くつく
250. やせるには御用心
251. スリに御用心
252. タマゴに気をつけて
253. スイカ泥棒に気をつけろ
254. コロコロ転がって
255. あわれトットは立体絵本
256. 電車に乗るには
257. リンゴをかじるにくい奴
258. 昼下がりの対決
259. 猛烈社員
260. カミナリはトットの敵
261. 命がけだぞボブスレー
262. とかく落ちるというものは
263. ステレオ狂奏曲
264. 表と裏
265. スターのある一日
266. オレンジ大事件
267. カバ君の居眠りデンワ
268. すばらしい飛行機
269. 自動車教習所
270. トイレに行きたい
271. 復讐はつらいぜ
272. 晴れた空から石が降る
273. 教会では静かに
274. 橋をかけよう
275. ケチは禍のもと
276. トットのゴルフ教室
277. 空手対ボクシング
278. 乳しぼり
279. さても気になる人のこと
280. サンタクロースに罪はなし
281. 灯台守と船長
282. なんでも言う事をきく薬
283. アパート暮しは楽じゃない
284. モーターボートレース
285. 止めてくれー
286. トットのあやとり命とり
287. 自然は大切に
288. キケンなキケンなエレベーター
289. スターと照明
290. フランケンシュタイン物語
291. モービルひこうき
292. 大空中戦
293. 家をたてよう
294. ゴミ大戦争
295. 病院物語
296. 大盗賊トットだァ
297. ギャンブラートット
298. カバ君の結婚式
299. トットの交通整理
300. いじわるサーフィン

## 放送局
- フジテレビ（制作局）：月曜 - 土曜 18:55 - 19:00
- 札幌テレビ：月曜 - 土曜 17:30 - 17:35（1972年4月1日まで）[4] → 月曜 - 金曜 16:56 - 17:00（1972年4月4日から）[5]
- 秋田テレビ：月曜 - 土曜 18:55 - 19:00[6]
- 山形テレビ：月曜 - 金曜 7:55 - 8:00[7]
- 仙台放送：月曜 - 土曜 18:55 - 19:00[8]
- 福島テレビ：月曜 - 金曜 18:55 - 19:00[9]
- 富山テレビ：月曜 - 土曜 18:55 - 19:00[10]
- 石川テレビ：月曜 - 土曜 18:55 - 19:00[10]
- テレビ静岡：月曜 - 土曜 18:55 - 19:00[11]

## コミカライズ版
アニメの放送終了後、現・松文館から本作のコミカライズ作品全4巻が発売された。第1巻から第3巻までは1975年の発行で、出版社はサン企画名義になっているが、同社の社名変更に伴い、1976年に発行された第4巻のみオハヨー出版名義になっている。